# Кордиди
Кордиди (англ. Corded) — антропологічний тип, що був характерний для племен культури шнурової кераміки. Описаний Карлтоном Куном. Тип розглядається як місцевий варіант Великої середземноморської раси. Передбачуване поширення — ранненеолітічні культури Північного Причорномор'я.

## Фізичні ознаки
Найбільш характерні скелети кордід-типу були знайдені на територіях Сілезії і Богемії.
- Зріст — середній і високий
- Черепний покажчик — доліхокранія
- Звід черепа — високий
- Чоло — високе, відносно круте
- Особовий покажчик — лептопросопія
- Очні орбіти — низькі
- Ніс — вузький, довгий
- Нижня щелепа — вузька, підборіддя виражене